# Сплавная (Иркутская область)
Сплавная — посёлок в Черемховском районе Иркутской области России. Входит в состав Тальниковского сельского поселения. Находится на берегу реки Малая Белая примерно в 62 км к юго-западу от районного центра.

## Население
| 2002 | 2010 | 2011 | 2012 |
| ---- | ---- | ---- | ---- |
| 189  | ↘176 | ↘175 | ↘173 |